# Joachim Kaczkowski
Joachim Józef Kaczkowski (* um 1789 in Tábor, Königreich Böhmen; † 2. Januar 1829 in Warschau) war ein polnischer Komponist, Violinist und Pädagoge.
Kaczkowski lebte von 1810 bis 1825 in Warschau, danach in Deutschland. Er schrieb zwei Violinkonzerte, Kammermusik für zwei und drei Instrumente, Variationen und Polonaisen für Streichquartett sowie Klaviermusik. Chopin beurteilte in einem Brief an J. Białobłocki eine der Polonaisen: „Die Polonaise ist sehr gut und schön, mit einem Wort, genussvoll zu hören.“

## Werke
- Six Polonaises pour Violon avec Accompagnement d'un second Violon, Alto & Violoncelle, Op. 5 (Offenbach: Jean André, o. J.)
- Konzert für Violine und Orchester in a-Moll, op. 8
- Rondo alla Polacca für Violine und Klavier(?), op. 9
- 6 Etudes ou Caprices pour le Violon, op. 13 (Leipzig: Breitkopf & Haertel, ca. 1815)
- Duo in As-Dur für Violine und Viola, Op. 14
- Andante varié pour le violon avec accompanement d'une viola (ad libitum), op. 15 (Leipzig: Breitkopf & Haertel)
- Duos pour deux violins, op. 16
- Konzert für Violine und Orchester in h-Moll, op. 17
- 4 Polonaises mélancoliques für Streichquartett